# Erannis testacea
Erannis testacea là một loài bướm đêm trong họ Geometridae.